# Torgeir Bjarmann
Torgeir Bjarmann (Lørenskog, 24 giugno 1968) è un ex calciatore e dirigente sportivo norvegese, difensore dello Skedsmo.

## Carriera

### Giocatore

#### Club
Bjarmann giocò per il Lillestrøm per quasi tutta la carriera. Nel 2000 giocò in prestito al LASK Linz, assieme al compatriota Geir Frigård. I suoi 306 incontri disputati in campionato per il Lillestrøm rappresentano un record, così come i 564 match giocati tra tutte le competizioni.
Vinse il premio Kniksen per il miglior difensore nel 2001 e si ritirò dopo la fine del campionato 2003. Giocò però qualche incontro per il Lørenskog 2.
Nel 2008, fu reso noto che avrebbe giocato sporadicamente per lo Skedsmo.

### Dopo il ritiro
Attualmente, Bjarmann ricopre il ruolo di direttore sportivo al Lillestrøm.